# Stéphane Beaud
Cet article possède un paronyme, voir Stéphane Beau.
Pour les articles homonymes, voir Beaud.
Stéphane Beaud né le 29 novembre 1958 à Annecy, est un sociologue français. Son travail porte principalement sur les transformations des milieux populaires dans la France contemporaine.

## Biographie

### Jeunesse et études
Il naît dans une famille de la petite bourgeoisie urbaine de région. Il est frère jumeau d'Olivier Beaud. Il est inscrit par ses parents en filière scientifique alors qu'il voulait étudier l'économie ou la philosophie.
Il effectue des études de droit à l'université de Dijon, puis décide de s'orienter vers la science politique. Il est admis à l'Institut d'études politiques de Paris, où il vit mal sa scolarité, et décide de s'orienter vers la sociologie.
Il devient agrégé de sciences sociales en 1985. Sa thèse de doctorat soutenue en 1995 à l'EHESS porte sur les trajectoires des ouvriers dans le bassin d'emplois de Sochaux-Montbéliard (L'usine, l'école et le quartier : itinéraires scolaires et avenir professionnel des enfants d'ouvriers de Sochaux-Montbéliard). Son directeur de thèse est Jean-Claude Chamboredon.

### Parcours professionnel
Il commence sa carrière comme maître de conférences à l'université de Nantes. Il y dirige le laboratoire de sociologie du CENS entre 2006 et 2007.
Il est ensuite nommé professeur de sociologie à l'Université de Poitiers. Il enseigne également à l'École normale supérieure de la rue d'Ulm,, puis devient professeur de science politique à l'université Paris-Nanterre,.
Il devient professeur titulaire à Sciences Po Lille en 2020, où il enseigne la sociologie politique.

### Travaux
Son approche méthodologique est axée sur l'enquête de terrain, de nature ethnographique, à laquelle il a par ailleurs consacré un manuel.
Une des lignes directrices de son travail  consiste à s'intéresser à des groupes sociaux dont la parole n'accède que rarement à la sphère publique, ou d'une manière qu'il estime déformée, notamment par le prisme du regard journalistique. Son travail a ainsi porté sur les ouvriers (Retour sur la condition ouvrière, 1999) ou les habitants des cités françaises (Violences urbaines, violence sociale, 2003) et, plus généralement, sur les transformations des milieux populaires dans la France contemporaine.
Il intervient régulièrement dans la presse nationale, notamment dans Le Monde, Libération, L'Humanité ou Le Monde diplomatique. Il a siégé pendant deux ans, entre 2016 et 2018, au Comité national du CNRS, représentant la section 36 (Sociologie).
Un débat oppose l'historien Gérard Noiriel et Stéphane Beaud aux partisans de la théorie de l'intersectionnalité, théorie qui veut associer l'analyse en termes de classes à d'autres aspects de l'identité sociale comme l'ethnicité ou le genre, considérés comme mineurs dans l'approche marxiste traditionnelle,. Selon Gérard Noiriel et Stéphane Beaud, l'intersectionnalité surdétermine la question de l'appartenance à une minorité ethnique, qu'il compare à un « bulldozer » écrasant les facteurs d'explication économiques. Au contraire, pour le politologue Philippe Marlière, les sociologues Éléonore Lépinard et Sara Mazouz, l'apport de l'intersectionnalité consiste à multiplier les perspectives pour «éviter de catégoriser les groupes selon un seul axe identitaire»,,.

## Publications
- avec Gérard Noiriel, Race et sciences sociales, Agone, 448 p., 2021  (ISBN 978-2-74-890450-5)
- Stéphane Beaud, « Le football est le sport des classes populaires », dans Olivier Masclet, Séverine Misset et Tristan Poullaouec, La France d'en bas ? : idées reçues sur les classes populaires, Éditions du Cavalier bleu, 2019 (ISBN 979-1031803739)
- La France des Belhoumi : Portraits de famille (1977-2017), Paris : La Découverte, 2018
- en collaboration avec Fabien Archambault et William Gasparini, Le football des nations. Des terrains de jeu aux communautés imaginées, Paris, Éditions de la Sorbonne, coll. « Internationale », 2016, 272 p., préface de Gérard Noiriel. Recension en ligne sur le site Lectures.
- en collaboration avec Philippe Guimard, Affreux, riches et méchants ? Un autre regard sur les Bleus, Paris : La Découverte, 2014
- en collaboration avec Philippe Guimard, Traîtres à la nation ? Un autre regard sur la grève des Bleus en Afrique du Sud, Paris : La Découverte, 2011
- direction partagée avec Joseph Confavreux et Jade Lindgaard, La France invisible, Paris : La Découverte, 2006
- avec Younes Amrani, Pays de malheur ! : un jeune de cité écrit à un sociologue, Paris : La Découverte, coll. «  La Découverte », 2004
- avec Michel Pialoux, Violences urbaines, violence sociale : genèse des nouvelles classes dangereuses, Paris : Fayard, 2003, La Découverte, 2012
- « 80 % au bac » et après ? : les enfants de la démocratisation scolaire, Paris : La Découverte, coll. « Textes à l'appui. Enquêtes de terrain », 2002
- avec Michel Pialoux, Retour sur la condition ouvrière : enquête aux usines Peugeot de Sochaux-Montbéliard, Paris : Fayard, 1999
- avec Florence Weber, Guide de l'enquête de terrain : produire et analyser des données ethnographiques, Paris : Éd. la Découverte, coll. « Guide repères », 1997
- « Un ouvrier, fils d'immigrés, “pris” dans la crise : rupture biographique et configuration sociale », Dossier Genèse 24, sept 1996, pp5-32